# Hîrtopul Mare
Hîrtopul Mare es una comuna y pueblo de la República de Moldavia ubicada en el distrito de Criuleni.
En 2004 la comuna tiene una población de 3900 habitantes, la casi totalidad de los cuales son étnicamente moldavos-rumanos. La comuna comprende los siguientes pueblos:
- Hîrtopul Mare (pueblo), 2483 habitantes;
- Hîrtopul Mic, 1417 habitantes.

La localidad originalmente se llamaba Cotelnicii, en referencia a que era pueblo de la familia Cotelnic. No obstante, en documentos de Esteban el Grande ya se menciona el topónimo de Hîrtop para referirse a la zona, aunque sin referirse a una localidad. En el siglo XIX ya hay documentos que mencionan la localidad con su actual topónimo.
Se ubica unos 20 km al oeste de Criuleni.